# Lautari
I Lautari sono un gruppo di musica folk (world music) nato a Catania nel 1987.
Esso ha portato alla ribalta la musica tradizionale siciliana adattandola al gusto moderno.
Il nome del gruppo prende spunto dai lăutari, musicisti girovaghi dell'allora Repubblica Socialista Sovietica Moldava.

## Storia
Coinvolti in un progetto che prevede la ricerca e la rielaborazione di canti siciliani e la composizione di canzoni inedite imbevute di tradizione, i Lautari calcano le scene da oltre vent'anni.
Partendo dallo stretto legame con la tradizione siciliana colta e popolare, il gruppo con il tempo si è spinto oltre, fino a confrontarsi con diverse identità musicali del mondo, avvicinandosi a strumenti e sonorità tipici di altre aree del globo.
Gli elementi del gruppo sono polistrumentisti e cantanti di lunga esperienza il cui approccio alla musica è essenzialmente acustico, con l'attenzione particolare per il suono degli strumenti tradizionali: mandolino, mandola, mandoloncello, bouzouki, chitarra classica, chitarra acustica, contrabbasso, fisarmonica, organetto, clarinetti, chalumeaux, piva, bifara, flauti e percussioni.
Nell'arco della loro carriera i Lautari hanno avuto modo di collaborare in teatro con vari artisti e registi, come Pino Micol, Gabriele Lavia, Franco Zeffirelli, Giorgio Albertazzi, Donatella Finocchiaro, Armando Pugliese, Peppe Barra, Bruno Torrisi e di partecipare a numerose rassegne, come il Club Tenco e Arezzo Wave. In particolare, il gruppo ha preso parte alla realizzazione di alcuni film, tra cui La lupa di Lavia e Storia di una capinera di Zeffirelli.
Nel 2004 i Lautari iniziano a collaborare con la Due Parole - Narciso Records, etichetta catanese fondata da Carmen Consoli ed è anche da questo incontro che scaturisce il cd Anima Antica, un album che riassume una parte importante del loro cammino musicale. Il tour di promozione del lavoro appena pubblicato offre alla band di Catania la possibilità di tornare in giro per l'Italia e l'Europa.
Così, nel 2005 prendono parte alla manifestazione Italia-Africa, una giornata/evento che riempie piazza del Popolo a Roma di artisti provenienti da tutta l'area mediterranea. Nello stesso anno il gruppo partecipa ad altre manifestazioni tra le quali la X edizione della Rassegna Astimusica, insieme ad Alfio Antico, il Mantova Musica Festival e il Festival Musicultura, presso l'Ambasciata Italiana in Francia (Chambéry). Sempre nello stesso anno sono protagonisti di un incontro all'insegna della musica e della letteratura, tenuto insieme al romanziere Santo Piazzese, presso la Feltrinelli di Milano. Musica, folclore e tradizione si ritrovano nello scenario del Kals'art di Palermo, e in Turchia, ad Ankara, in una suggestiva contaminazione di culture ed etnie diverse.
Nel 2006 partecipano alla realizzazione dell'album di Carmen Consoli, Eva contro Eva, aggiungendo ai suoni dell'album le peculiarità sonore, stilistiche e strumentali del loro gruppo, aperto alle influenze del panorama mediterraneo, prendendo parte, in maggio, al tour promozionale del disco, Dal Simeto al Tamigi. Il 15 luglio 2006 i Lautari sono ospiti del WOMAD (World Of Music Art and Dance), il festival mondiale itinerante ideato e fondato da Peter Gabriel, che quell'anno si svolge al Teatro antico di Taormina. Nel corso dell'estate proseguono la collaborazione dal vivo con la Consoli, aprendo i concerti dell'artista catanese e intervenendo nel corso della sua esibizione. A dicembre partecipano al tradizionale "Concerto di Natale" al Teatro Massimo Vincenzo Bellini di Catania, accompagnati dall'orchestra giovanile del Conservatorio Vincenzo Bellini di Catania.
Il 2007 si apre con la Serata Surrealista, nell'ambito della sezione Cinema dell'Etnafest. Il 27 aprile la band è ospite del Festival Vuccirìa, nel corso di una rassegna dedicata a Rosa Balistreri. Il giorno successivo, il gruppo è ospite dello spettacolo Ad ali spiegate, presso il Teatro Metropolitan (Catania) nel corso di una serata volta ad omaggiare la figura di Angelo D'Arrigo. Il mese si chiude con una prestigiosa collaborazione al nuovo album di Goran Bregović, Goran Bregovic's Karmen with a Happy End, che contiene il brano Focu di raggia, scritto dai Lautari. Nel corso della stagione estiva il gruppo sale sul palco di alcune rassegne musicali italiane ed estere, come il Giffoni Music Concept e il Festival Sete Sóis Sete Luas, che li vede impegnati in una serie di date in Spagna, Israele e Portogallo. Nel mese di ottobre i Lautari si ritrovano presso l'Auditorium di Roma per un evento inserito nel progetto "La musica antica del nuovo millennio", la cui direzione artistica è curata da Carmen Consoli, si propone di riunire in uno spettacolo a più voci le diverse esperienze della tradizione siciliana. La serata di Roma, a cui partecipano anche Alfio Antico e Rita Botto, rientra in una serie di concerti dedicati a questo progetto. Dopo la partecipazione al Premio Ciampi, i Lautari sono attesi al Festival Exodus di La Spezia, al MEI di Faenza e, il 5 dicembre, al Conservatorio Civico di Milano.
Il 2008 vede il gruppo nuovamente partecipe delle attività della rassegna Etnafest, nella sezione "Etna-Music World" sotto la direzione artistica di Carmen Consoli. I Lautari, per l'occasione, si esibiscono insieme all'Etna Orchestra, che accompagna il 18 marzo lo spettacolo Sotto lo stesso cielo, e partecipano il 31 maggio al Tributo a Rosa Balistreri, salendo sul palco di piazza Università a Catania per omaggiare la cantautrice folk siciliana. Durante l'estate dello stesso anno i Lautari rinnovano la propria partecipazione al Festival Sete Sóis Sete Luas, con una serie di concerti in Portogallo e in Croazia.
Nel 2009 si apre con la partecipazione al 10º Festival della nuova canzone siciliana di Antenna Sicilia con il brano C'era cu c'era. In primavera il gruppo porta sulle scene il nuovo spettacolo teatrale 'U tempu di ‘na manciata, scritto da Caterina Carta e Angelo Tosto e diretto da Angelo Tosto, con la partecipazione dell'attrice Grazia Maria Ambra. Al centro dello spettacolo sta il tema della cucina tradizionale connessa all'amore: le varie civiltà che popolavano la Sicilia si ritrovano così unite anche sotto il segno della cucina e in particolar modo degli ingredienti che, mescolati, generano nel palato sapori unici e caratteristici.
Nel 2010 partecipano all'11º Festival della nuova canzone siciliana il gruppo partecipa con il brano Banda do Dimoniu. Sono dell'estate 2010 le partecipazioni al Festival di Loano il folk dipinto di blu e insieme ad altri artisti, a Quannu moru faciti ca nun moru, evento omaggio a Rosa Balistreri, presso il Cortile Platamone di Catania. Nel 2012 ritornano con un nuovo album di 11 tracce, prodotto dalla Narciso Records C'era cu c'era, candidato alle targhe Tenco.
Nel gennaio 2015 i Lautari ritornano con un concerto dal titolo: “Canzoni corsare” invitati dall'AME Associazione Musicale Etnea "40ª Stagione Concertistica" al Teatro Odeon di Catania, ispirato alla raccolta di articoli di Pier Paolo Pasolini, con il quale intraprendono il tour estivo toccando varie piazze e teatri fra cui Catanzaro, Capo d'Orlando, Milo, Alcara li Fusi, Castellammare del Golfo, Santa Teresa di Riva, Enna con Eugenio Bennato. Natale 2015 concerti con l'attore Bruno Torrisi.
Nel 2016 collaborano con la Compagnia Zappalà Danza allo spettacolo “I am beautiful” di cui compongono ed eseguono dal vivo le musiche, spettacolo che debutta in prima assoluta nel mese di novembre al 26º Festival 2016 Euro-Scene, Festival zeitgenössischen europäischen Theaters und Tanzes al "Schauspiel Leipzig und Oper" Lipsia, Germany, prosegue in varie città italiane, tra cui il Teatro Massimo Vincenzo Bellini di Catania.
Nell’estate 2017 continuano i concerti, in particolare il progetto “TRI” con Alfio Antico e Rita Botto che si esibisce all’ Umbria folk festival di Orvieto, da menzionare la partecipazione al “Taranta Sicily Fest” di Scicli, al Folk Fest di Frazzanò e il concerto svoltosi ai Monastero dei Benedettini per i trent’anni di attività in occasione del quale i Lautari hanno rimasterizzato e stampato su CD la prima loro produzione musicale uscita in cassetta nel 1990 “Acqua e sali” e ne hanno fatto dono al pubblico.
Il 10 dicembre 2017 invitati dall'Istituto italiano di cultura di Osaka, Giappone, hanno tenuto un concerto presso il Knowledge Theater, Grand front Osaka.
Il 14 ottobre 2018 in collaborazione con la Compagnia Zappalà Danza debuttano con lo spettacolo I am beautiful presso il Teatro Coliseo al "10 Festival Buenos Aires Danza contemporanea" Buenos Aires, Argentina.
Il 19 febbraio 2021 esce l'ottavo album, Fora Tempu.

## La band
Il gruppo originario era costituito da musicisti autodidatti, che provenivano dalla musica di strada e dal piano-chitarra bar, a cui nel tempo si sono aggiunti Salvo Farruggio, Salvatore Assenza, Marco Corbino.
- Gionni Allegra (contrabbasso, strumenti a plettro e voce); dalla costituzione del gruppo è l'autore della maggior parte dei testi.
- Puccio Castrogiovanni (marranzano, fisarmonica, strumenti a plettro e voce);
- Salvo Farruggio (batteria, percussioni, e voce);
- Salvatore Assenza (clarinetto e sax);
- Marco Corbino (chitarre);

### Ex componenti ed ex collaboratori
- Picchio Manzone (flauto dolce, ciaramella, bombarda e voce); colui che più di tutti ha costruito il progetto musicale dei Lautari.
- Roberto Fuzio (chitarra, percussioni e voce); ha collaborato alla scrittura dei testi delle loro canzoni.
- Josè Mobilia (batteria e percussioni).
- Antonio Catalfamo (sax e clarinetto).
- Enrico Luca (flauto, sax soprano e ciaramella).
- Daniele Zappalà (tromba e percussioni).
- Piera Arena (strumenti a fiato)
- Marta D'Antonio (fisarmonica, voce)

## Discografia
- 1990 - Acqua e sali - autoprodotto
- 1993 - La casa di Icaro - Lengi music
- 1994 - La cantata dei pastori - autoprodotto
- 1997 - Antrasatta (live) - autoprodotto
- 2004 - Anima Antica - Narciso Records
- 2007 - Arrè - Narciso Records
- 2012 - C'era cu c'era - Narciso Records
- 2021 - Fora tempu - Italysona

### Collaborazioni
- 1998 - AA.VV., Mastrarua (compilation di artisti siciliani) - Musica e Suoni
- 2008 - AA.VV., Amore non ne avremo, 26 canzoni per Peppino Impastato - il manifesto